# モハメド・ドレーゲル
モハメド・ドレーゲル（1996年6月25日 - ）はチュニジアのサッカー選手。ポジションはDF。FCバーゼル所属。

## 経歴
ドイツ人の父とチュニジア人の母を持つ。2017年7月27日、NKドムジャレ戦でデビューした。
2018年、SCパーダーボルン07に2年間の期限付き移籍をした。
2020年9月、オリンピアコスFCに加入した。
2021年8月31日、ノッティンガム・フォレストFCに加入した。
2022年2月2日、FCバーゼルに期限付き移籍した。

### 代表
2018年11月20日、モロッコ代表との親善試合でA代表デビュー。

## 代表歴

### 出場大会
- チュニジア代表
  - 2022 FIFAワールドカップ

### 試合数
- 国際Aマッチ 39試合 3得点（2018年-2023年）[7]

| チュニジア代表 | 国際Aマッチ | 国際Aマッチ |
| 年             | 出場        | 得点        |
| -------------- | ----------- | ----------- |
| 2018           | 1           | 0           |
| 2019           | 12          | 0           |
| 2020           | 3           | 1           |
| 2021           | 8           | 2           |
| 2022           | 12          | 0           |
| 2023           | 3           | 0           |
| 通算           | 39          | 3           |